# ف
‎（阿拉伯语：‎）是阿拉伯字母中的第20個字母，屬於月亮字母。

## 概要

### 字源
源於腓尼基字母𐤐，與希伯來字母「פ」、希臘字母的「Π」、拉丁字母的「P」和西里爾字母的「П」同源。

### 讀音
在現代標準阿拉伯語中發音為清唇齒擦音/f/。該發音由原始閃語中的/p/變化而來。
由於阿拉伯語中無濁唇齒擦音/v/，故在許多外來詞中會用該字母轉寫v。

### 字體變化
依據字母在詞語位置的不同，其書寫形式也會有所變化：
| 在词语中的位置：        | 独立 | 尾部 | 中部 | 首部 |
| ----------------------- | ---- | ---- | ---- | ---- |
| 誊抄体： （显示异常？） | ف‎    | ـف‎   | ـفـ‎  | فـ‎   |
| 波斯体： （显示异常？） | ف‬    | ـف‬   | ـفـ‬  | فـ‬   |